# Pira Sudham
Pira Sudham (thaï พีระ สุธรรม), né en 1942, est un écrivain originaire de la région de l'Isan en Thaïlande.
C'est un des quelques écrivains thaïlandais, avec Rattawut Lapcharoensap, S.P. Somtow et Pitchaya Sudbanthad, dont l’œuvre originale est écrite en anglais et non en thaï.

## Biographie
Pira Sudham est né en 1942 dans une famille de paysans pauvres dans le village de Napo, province de Buriram au nord-est de la Thaïlande près de la frontière cambodgienne.
En 1956, à quatorze ans, on l'envoie étudier à Bangkok où il est un dek wat, un enfant du wat (un garçon vivant dans un temple et assistant les bonzes).
Il étudie ensuite à l'université Chulalongkorn de Bangkok. Ses professeurs remarquent son talent et l'aide à obtenir une bourse du gouvernement de la Nouvelle-Zélande pour étudier dans ce pays. Il étudie d'abord à l'université d'Auckland, puis à l'université Victoria de Wellington.
En juillet 1980, il retourne en Thaïlande.
Revenu dans son village natal de Napo, Pira Sudham partage sa vie entre l'Europe et la Thaïlande. Sous les auspices du Pira Sudham Estate, il a fondé une école dans son village et s'occupe de diverses œuvres de développement.

## Œuvres
Toutes ses œuvres ont été écrites originellement en anglais, mais elles sont maintenant traduites en plusieurs langues dont le français, l'allemand et l'italien...
Tout en utilisant sa propre expérience de vie, l'auteur met en scène les personnages et les circonstances de la vie des villageois d'Isan. Ses œuvres sont très critiques de l'ignorance organisée et de la corruption érigée en système.
- 1983, Siamese Drama, The Shire Books, Bangkok.
- 1987, People of Esarn, The Shire Books, Bangkok.
- 1988, Monsoon Country,The Shire Books, Bangkok puis chez de nombreux autres éditeurs dont Rothershire Edition, Breakwater Edition (USA & Canada), Mahanaga Edition, Shadowed Country Edition et Castlecourt Edition.
- 1996, Tales of Thailand, Rothershire Edition, Bangkok / Hailsham (East Sussex), (édition augmentée de Siamese Drama).
- 2002, The Force of Karma, The Shire Books puis Castlecraft Edition.
- 2004, Shodowed Country, DCO Books, Bangkok (réécriture et expansion de Monsoon Country et de The Force of Karma).

## Romans traduits en français
- 1989, Terre de Mousson (traduction de Monsoon Country par Dominique Maeder) aux Éditions Olizane, Genève, 272 p. puis réédité en 1998 aux Éditions Piquier, Paris[2], et ensuite de nouveau publié en 2013 aux Editions Olizane
- 1990, Enfances thaïlandaises (traduction de Siamese Drama par Philippe Thévenaz), Fayard, Paris , 180 p.[3]